# Caleta Villegas
Die Caleta Villegas (spanisch; in Argentinien Caleta Caceres) ist eine Bucht an der Nordküste der Joinville-Insel vor der Nordspitze der Antarktischen Halbinsel. Sie liegt unmittelbar östlich des Fitzroy Point.
Chilenische Wissenschaftler benannten sie nach Aureliano Villegas, einem Offizier auf der Rancagua bei der 2. Chilenischen Antarktisexpedition (1947–1948). Argentinische Wissenschaftler benannten sie dagegen nach Lorenzo Cáceres, einem Matrosen auf der Uruguay im Jahr 1903.